# Dplus KIA
Dplus KIA (anteriormente conocido como DWG KIA y DAMWON Gaming) es un equipo profesional de deportes electrónicos de Corea del Sur, que compite en el Campeonato de League of Legends de Corea del Sur (LCK) desde 2019.

## League of Legends
En su primer año de competición en la LCK, el equipo logró clasificarse al Campeonato Mundial de League of Legends 2019, donde tras pasar de fase de grupos, serían eliminados por G2 Esports. En 2020, el conjunto coreano se haría con su primer título de la LCK en la final el 5 de septiembre contra DRX, y representarían a la región como primer seed en el Campeonato Mundial de 2020. Dicho equipo, conformado por Nuguri (Toplaner), Canyon (Jungla), Showmaker (Midlaner), Ghost (AD Carry) y Beryl (Apoyo), avanzaría hasta la final, donde vencería a Suning Gaming (actualmente Weibo Gaming) con un 3-1, coronándose campeón del mundo.
Posteriormente a la finalización del mundial, la organización anunciaba un cambio de marca a raíz del patrocinio de KIA, que incluía un cambio de nombre y de logo. Así, el ahora llamado DWG KIA iniciaba la temporada 2021 manteniendo la misma plantilla que el año anterior a excepción de la Toplane, donde contarían con Khan tras la marcha de Nuguri. El equipo ganaría la edición de primavera de la LCK y se clasificaría al MSI 2021 como representante coreano, donde quedaría subcampeón tras una derrota contra el representante chino Royal Never Give Up. Volvería a ganar la LCK en verano, y se clasificaría Campeonato Mundial de 2021. Allí, saldría primero de fase de grupos y, tras vencer en cuartos de final a MAD Lions con un 3-0 y en semifinales a T1 con un 3-2,  llegaría por segunda vez consecutiva a una final del mundo, aunque esta vez sería derrotado por el conjunto chino Edward Gaming con un 2-3.
Para la temporada de 2022, tan solo Canyon y Showmaker se mantendrían en el equipo. La organización no conseguiría tantos éxitos, quedando en 3ª posición en primavera y en 4ª posición en verano. De todas formas, DWG KIA repetiría en el Campeonato Mundial de 2022, esta vez como tercer representante coreano.
DWG KIA, ha anunciado nuevamente una renovación de marca para la temporada 2023 de la LCK, la cual se complementa con un rebranding completo para uno de los mayores equipos de League of Legends. Ahora bien, su cambio de nombre a Dplus KIA es un guiño al legado icónico que ha tenido el equipo. Pues la “D” sirve de homenaje al nombre original de la organización, DAMWON Gaming, mientras que el “plus” representa, según la organización: “Su conectividad ilimitada y su potencial expansivo para un futuro brillante”.